# Загатянська сільська рада
| Загатянська сільська рада — колишній орган місцевого самоврядування у Іршавському районі Закарпатської області з адміністративним центром у с. Загаття. Сільській раді були підпорядковані населені пункти: - с. Загаття - с. Дуби - с. Івашковиця - с. Климовиця - с. Кобалевиця |

## Склад ради
Рада складалася з 20 депутатів та голови.

## Керівний склад сільської ради
| ПІБ                      | Основні відомості                                                                             | Дата обрання | Дата звільнення |
| ------------------------ | --------------------------------------------------------------------------------------------- | ------------ | --------------- |
| Максим Василь Михайлович | Сільський голова, 1963 року народження, освіта, член Всеукраїнського об'єднання 'Батьківщина' | 26.03.2006   | 31.10.2010      |
| Бідзіля Іван Михайлович  | Сільський голова, 1963 року народження, освіта середня спеціальна, безпартійний               | 31.10.2010   |                 |

Примітка: таблиця складена за даними джерела

## Архітектурні та історичні пам'ятки
- в с. Івашковиця Михайлівська церква 17 ст.,
- на околицях с. Загаття знаходяться 27 курганів Куштановицької культури.

## Природні багатства
Велика концентрація залізної руди, з якої в першому тисячолітті до н. е. в Стремтурі виплявляли залізо, збереглися також рукотворні штольні-печери з видобутку залізної руди, камінь-андезит, боксити (сировина для виготовлення алюмінію), термальні джерела.

## Відомі люди
- Адальберт Ерделі (Іван Гриць) — художник, 1891—1955 рр.
- Делеган В. В. — кандидат історичних наук,
- Богуцький Леонід — юрист, доктор юридичних наук, був ректором Харківського юридичного університету,
- Устич С. І. — кандидат філософських наук.

## Населення
Згідно з переписом УРСР 1989 року чисельність наявного населення сільської ради становила 3673 особи, з яких 1747 чоловіків та 1926 жінок.
За переписом населення України 2001 року в сільській раді мешкало 3646 осіб.

### Мова
Розподіл населення за рідною мовою за даними перепису 2001 року:
| Мова       | Відсоток |
| ---------- | -------- |
| українська | 99,10 %  |
| російська  | 0,66 %   |
| словацька  | 0,05 %   |
| угорська   | 0,05 %   |
| білоруська | 0,03 %   |
| молдовська | 0,03 %   |
| німецька   | 0,03 %   |